# Georges Tron
Georges Tron (Neuilly-sur-Seine, 1º agosto 1957) è un politico francese, il 29 maggio 2011 si è dimesso dalla carica di sottosegretario alla Funzione pubblica dopo uno scandalo sessuale denunciato da due donne.

## Biografia
Georges Tron ha conseguito un master in Diritto Pubblico. Nel 1986 è stato nominato consigliere parlamentare da Édouard Balladur, allora ministro dell'Economia e delle Finanze. Dal 1997 al 2002 ha lavorato come consulente di bilancio per il primo ministro Lionel Jospin.
Nel 1999, è stato nominato Segretario Nazionale del partito Rassemblement pour la République e nel 2002 entra a far parte dell'Union pour un mouvement populaire.
Nel 1993 è stato eletto deputato. Nel 1995 è diventato sindaco di Draveil. Nel 2003 è divenuto presidente della Communauté d'Agglomération Sénart Seine Val de.
Nel maggio 2011 è diventato oggetto di un'inchiesta preliminare dopo l'accusa di molestie sessuali da parte di due donne.